# Флаг Сальвадора
Государственный флаг Эль-Сальвадора — принят 17 мая 1912 года.
Государственный флаг Сальвадора представляет собой прямоугольное полотнище состоящее из трёх полос: синей, белой и синей. В центре флага расположен герб Сальвадора. На гербе есть треугольник, символизирующий равенство, его углы — три ветви власти — законодательную, исполнительную и судебную. Вулканы олицетворяют пять наций Центральной Америки, лежащей между Тихим и Атлантическим океанами. Внутри треугольника фригийский колпак — символ свободы, золотые лучи — идеалы народа и радуга — знак мира. 14 пучков листьев отражают число провинций Сальвадора.

## Исторические флаги
- 15 сентября 1821 — 20 февраля 1822
- 20 февраля 1822 — 10 февраля 1823, 1841—1842, 1844 — 9 мая 1865
- 21 августа 1823—1824,1842 — 1844
- 1824—1841,1921 — 1922
- 9 мая 1865 — июнь 1865
- июнь 1865—1869
- 1869—1873
- 1873—1877
- 1877 — 2 ноября 1898
- 2 ноября 1898 — 30 ноября 1898
- 30 ноября 1898 — 17 мая 1912
- 17 мая 1912—1921,1922